# Département du Trésor des États-Unis
Le département du Trésor des États-Unis (en anglais : United States Department of the Treasury) est le département exécutif fédéral des États-Unis chargé de répondre aux besoins fiscaux et monétaires. 
Fondé le 2 septembre 1789, il est dirigé par le secrétaire au Trésor, Scott Bessent depuis le 28 janvier 2025.

## Mission
Le département a quatre fonctions principales : 
- formuler les politiques économiques et fiscales du gouvernement ;
- servir d'agent financier du gouvernement ;
- fournir des services veillant à l'application des lois en rapport avec ses activités ;
- fabriquer les pièces et les billets de banque.

Le département rapporte au Congrès et au président l'état financier du gouvernement et des secteurs économiques nationaux. Il régule la vente d'alcool, de tabac et d'armes à feu lorsqu'il s'agit de commerce entre les États fédérés ou de commerce international. Il supervise l'impression de timbres par l'United States Postal Service. 
Le département du Trésor des États-Unis exerce également un large contrôle sur le Fonds monétaire international (FMI) et la Banque mondiale.

## Organisation

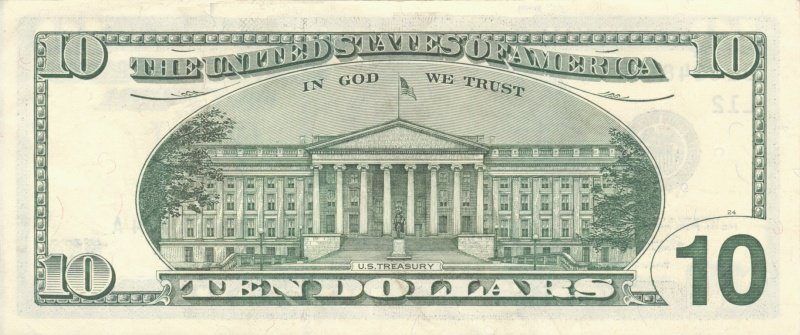
Représentation du siège du Trésor américain sur le billet de 10 dollars.

Le département inclut l'Office of the Comptroller of the Currency (Bureau du contrôleur de la monnaie), le Treasury official (fonctionnaire du Trésor) qui exécute les lois régissant le fonctionnement d'approximativement 2 900 banques nationales. L'Internal Revenue Service (ou IRS, l'administration fiscale américaine) a la responsabilité de la détermination, de l'évaluation et du perception des impôts et taxes, principales sources de revenu du gouvernement fédéral.
En 2007, ce département comptait 115 897 employés et un budget annuel de 11,1 milliards de dollars américains.

## Relations extérieures
La direction de la politique économique de ce département suit l'évolution de la situation économique nationale et internationale et contribue à l'élaboration des mesures nécessaires pour faire face aux événements touchant les marchés financiers. Sa direction du terrorisme et du renseignement financier lutte contre le financement des groupes terroristes à l'intérieur comme à l'extérieur des États-Unis. 
Sa direction des affaires internationales concourt à l'élaboration de la politique économique et financière internationale et à la participation du pays aux institutions financières internationales.
Le sénateur démocrate Max Baucus a relevé en 2004 que le département du Trésor consacrait considérablement plus de moyens à faire respecter l'interdiction pour les citoyens américains de voyager à Cuba qu'à enquêter sur le terrorisme. Entre 1990 et 2004, le département du Trésor a dirigé 93 investigations en rapport avec le terrorisme international, et 10 683 pour « empêcher les Nord-Américains d'exercer leur droit de voyager à Cuba ».

## Watchdog of the Treasury
L'expression « chien de garde du Trésor », parfois attribuée aux bons gestionnaires des fonds publics,, trouve sa source dans un fait réel : durant les premières années de sa création, le dispositif de sécurité du Trésor fédéral situé à Philadelphie se résume à un chien de garde (watchdog) du nom de Nero (Néron), acheté pour 3 dollars en 1793. Si le gardien de nuit ne peut faire sa tournée, Néron tient la garde en solitaire.